# Newfoundland and Labrador Tankard
Newfoundland and Labrador Tankard – prowincjonalne mistrzostwa mężczyzn Nowej Fundlandii i Labradoru w curlingu, zwycięzca występuje jako reprezentacja prowincji na the Brier. Zawody rozgrywane są od 1951, dwa lata wcześniej Nowa Fundlandia przystąpiła do Konfederacji Kanady. Turniej rozgrywany był w poprzednich latach pod nazwą Newfoundland and Labrador Provincial Men’s Curling Championship.

## Mistrzowie Nowej Fundlandii i Labradoru
| Rok  | Czwarty           | Trzeci           | Drugi             | Otwierający       | Miasto, klub                                   | Pozycja na the Brier |
| ---- | ----------------- | ---------------- | ----------------- | ----------------- | ---------------------------------------------- | -------------------- |
| 1951 | Tom Hallett       | Claude Hall      | Fred Wylie        | Ed Hiscock        | St. John’s, St. John’s Curling Club            | 11.                  |
| 1952 | Tommy Tomelin     | Norm Hood        | Alexander Fisher  | Austin Boyd       | Corner Brook, Corner Brook Curling Club        |                      |
| 1953 | Norm Rockwell     | Lewis Ayre       | Johnny Stoneman   | Bill Howell       | St. John’s, St. John’s Curling Club            | 11.                  |
| 1954 | Bob Kent          | Jack Norris      | Gordon Stirling   | Gerry Hanley      | St. John’s, St. John’s Curling Club            | 11.                  |
| 1955 | Norm Rockwell     | Len Oliver       | Norm Pounder      | Carm Rockwell     | St. John’s, St. John’s Curling Club            |                      |
| 1956 | Bob Goudey        | Wes Hermanson    | Norm Pounder      | George Giannou    | St. John’s, St. John’s Curling Club            | 11.                  |
| 1957 | Alex Fisher       | Bill Howell      | John Gullage      | Bill Piercey      | Corner Brook, Corner Brook Curling Club        | 11.                  |
| 1958 | Alex Fisher       | Bill Howell      | John Gullage      | Bill Piercey      | Corner Brook, Corner Brook Curling Club        |                      |
| 1959 | Alex Fisher       | Bill Howell      | John Gullage      | Bill Piercey      | Corner Brook, Blomidon Curling Club            |                      |
| 1960 | John-David Lyon   | Harry Stanley    | Reg Goldburg      | Jim Tulley        | Happy Valley-Goose Bay, Goose Bay Curling Club | 11.                  |
| 1961 | Alexander Fisher  | Frank Stent      | Sam Wiseman       | Tom Moulton       | Corner Brook, Blomidon Curling Club            |                      |
| 1962 | George Giannou    | Fred Colbourne   | George MacCharles | John Taite        | St. John’s, St. John’s Curling Club            | 11.                  |
| 1963 | John Pike         | Roy Baker        | Denny Goodyear    | Ron Hovey         | Grand Falls-Windsor, Grand Falls Curling Club  | 11.                  |
| 1964 | Dave Pedley       | George Giannou   | John Taite        | Bill O’Reilly     | St. John’s, St. John’s Curling Club            | 11.                  |
| 1965 | George MacCharles | John Taite       | Ken Ellis         | Alex Andrews      | St. John’s, St. John’s Curling Club            |                      |
| 1966 | George MacCharles | John Taite       | Ken Ellis         | Alex Andrews      | St. John’s, St. John’s Curling Club            | 10.                  |
| 1967 | Leonard Kalichak  | Doug Ellis       | John Strugnel     | Duane Olsen       | Happy Valley-Goose Bay, Goose Bay Curling Club |                      |
| 1968 | Bill Piercey      | Frank Stent      | Tom Warren        | Bill Roy          | St. John’s, St. John’s Curling Club            | 10.                  |
| 1969 | Bill Piercey      | Keith Laws       | Ken Ellis         | Alex Andrews      | St. John’s, St. John’s Curling Club            |                      |
| 1970 | Les Bowering      | Frank Stent      | Dan Herder        | Roger Mabey       | St. John’s, St. John’s Curling Club            |                      |
| 1971 | Bob Cole          | Les Bowering     | Ken Ellis         | Alex Andrews      | St. John’s, St. John’s Curling Club            |                      |
| 1972 | Fred Durant       | Jack McDuff      | Bob Rowe          | Carl Strong       | St. John’s, St. John’s Curling Club            |                      |
| 1973 | Jim Ward          | Mike Brennan     | Dick Narduzzi     | Jim Noble         | Labrador City, Carol Curling Club              |                      |
| 1974 | Fred Wright       | Damien Ryan      | Doug Hudson       | Keith Wight       | St. John’s, St. John’s Curling Club            | 11.                  |
| 1975 | Bob Cole          | Joe Power        | Lewis Andrews     | Andy Baird        | St. John’s, St. John’s Curling Club            |                      |
| 1976 | Jack McDuff       | Toby McDonald    | Doug Hudson       | Ken Templeton     | St. John’s, St. John’s Curling Club            |                      |
| 1977 | Wayne Hamilton    | Joe Power Junior | Ken Thomas        | Paul Hamilton     | St. John’s, St. John’s Curling Club            | 4.                   |
| 1978 | Bob Rowe          | Tom Melnyk       | Tony Pilling      | Charles Fennimore | Happy Valley-Goose Bay, Goose Bay Curling Club |                      |
| 1979 | Jeff Thomas       | Toby McDonald    | Peter Hollett     | Ken Thomas        | St. John’s, St. John’s Curling Club            |                      |
| 1980 | Wayne Hamilton    | Lewis Andrews    | Paul Hamilton     | Colin Janes       | St. John’s, St. John’s Curling Club            | 11.                  |
| 1981 | Toby McDonald     | Jim Miller       | John Allan        | Neil Young        | St. John’s, St. John’s Curling Club            | 11.                  |
| 1982 | Mark Noseworthy   | Randy Perry      | Eugene Trickett   | John Wheeler      | St. John’s, St. John’s Curling Club            | 5.                   |
| 1983 | Gary Oke          | Don Ryan         | Darrell Martin    | Kevin Mitchell    | Corner Brook, Corner Brook Curling Club        | 12.                  |
| 1984 | Jeff Thomas       | Geoff Cunningham | John Allan        | Neil Young        | St. John’s, St. John’s Curling Club            | 12.                  |
| 1985 | Jeff Thomas       | Geoff Cunningham | John Allan        | Neil Young        | St. John’s, St. John’s Curling Club            | 12.                  |
| 1986 | Fred Durant       | Chris Hamelmann  | Blake Fizzard     | Dave Warren       | St. John’s, St. John’s Curling Club            | 6.                   |
| 1987 | Mark Noseworthy   | Randy Perry      | Eugene Trickett   | Rob Thomas        | St. John’s, St. John’s Curling Club            |                      |
| 1988 | Gary Oke          | Ken Thomas       | Marc Brophy       | Gerry Collins     | Corner Brook, Rec-plex                         | 9.                   |
| 1989 | Lorne Henderson   | Alex Smith       | Peter Hollett     | Marc Brophy       | St. John’s, St. John’s Curling Club            | 4.                   |
| 1990 | Glenn Goss        | Geoff Cunningham | John Allan        | Neil Young        | St. John’s, St. John’s Curling Club            | 9.                   |
| 1991 | John Boland       | Phil Kieley      | Bob Skanes        | Dave Mayne        | Gander, Gander Curling Club                    | 9.                   |
| 1992 | Glenn Goss        | Geoff Cunningham | John Allan        | Neil Young        | St. John’s, St. John’s Curling Club            | 6.                   |
| 1993 | Gary Oke          | Don Ryan         | Rob Thomas        | Gary Rowe         | Corner Brook, Rec-plex                         | 8.                   |
| 1994 | Mark Noseworthy   | Frank O’Driscoll | Rob Thomas        | Eugene Trickett   | St. John’s, St. John’s Curling Club            | 5.                   |
| 1995 | Bill Jenkins      | Joe Power        | Paul Harvey       | Ken Peddigrew     | St. John’s, St. John’s Curling Club            | 10.                  |
| 1996 | Frank O’Driscoll  | Rick Rowsell     | Peter Hollett     | Craig Dowden      | St. John’s, St. John’s Curling Club            | 5.                   |
| 1997 | Jeff Thomas       | Lorne Henderson  | Ken Ellis Jr.     | Ian Kerr          | St. John’s, St. John’s Curling Club            | 6.                   |
| 1998 | Toby McDonald     | Wayne Hamilton   | Lloyd Powell      | Paul Withers      | St. John’s, Bally Haly Golf and Curling Club   | 10.                  |
| 1999 | Glenn Goss        | Glenn Turpin     | Ken Peddigrew     | Brett Reynolds    | St. John’s, St. John’s Curling Club            | 11.                  |
| 2000 | Rick Rowsell      | Peter Hollett    | Ken Ellis Jr.     | Craig Dowdon      | St. John’s, St. John’s Curling Club            | 11.                  |
| 2001 | Keith Ryan        | Garry Pinsent    | Mike Ryan         | Dennis Langdon    | Labrador City, Carol Curling Club              | 11.                  |
| 2002 | Mark Noseworthy   | Bill Jenkins     | Randy Turpin      | Ian Kerr          | St. John’s, St. John’s Curling Club            | 9.                   |
| 2003 | Brad Gushue       | Mark Nichols     | Jamie Korab       | Mark Ward         | St. John’s, St. John’s Curling Club            | 5.                   |
| 2004 | Brad Gushue       | Mark Nichols     | Jamie Korab       | Mark Ward         | St. John’s, Bally Haly Golf and Curling Club   | 4.                   |
| 2005 | Brad Gushue       | Mark Nichols     | Keith Ryan        | Jamie Korab       | St. John’s, St. John’s Curling Club            | 7.                   |
| 2006 | Ken Peddigrew     | Ryan LeDrew      | Jeff Rose         | Keith Jewer       | St. John’s, St. John’s Curling Club            | 11.                  |
| 2007 | Brad Gushue       | Mark Nichols     | Chris Schille     | Jamie Korab       | Corner Brook, Corner Brook Curling Club        |                      |
| 2008 | Brad Gushue       | Mark Nichols     | Chris Schille     | Dave Noftall      | St. John’s, Bally Haly Golf and Curling Club   | 5.                   |
| 2009 | Brad Gushue       | Mark Nichols     | Chris Schille     | Jamie Korab       | St. John’s, Bally Haly Golf and Curling Club   | 4.                   |
| 2010 | Brad Gushue       | Mark Nichols     | Ryan Fry          | Jamie Korab       | St. John’s, Bally Haly Golf and Curling Club   | 4.                   |
| 2011 | Brad Gushue       | Mark Nichols     | Ryan Fry          | Jamie Danbrook    | St. John’s, Bally Haly Golf and Curling Club   |                      |
| 2012 | Brad Gushue       | Ryan Fry         | Adam Casey        | Geoff Walker      | St. John’s, Bally Haly Golf and Curling Club   | 7.                   |
| 2013 | Brad Gushue       | Adam Casey       | Brett Gallant     | Geoff Walker      | St. John’s, Bally Haly Golf and Curling Club   | 4.                   |
| 2014 | Brad Gushue       | Brett Gallant    | Adam Casey        | Geoff Walker      | St. John’s, Bally Haly Golf and Curling Club   | 5.                   |
| 2015 | Brad Gushue       | Mark Nichols     | Brett Gallant     | Geoff Walker      | St. John’s, Bally Haly Golf and Curling Club   | 4.                   |

## Reprezentacja Nowej Fundlandii i Labradoru na the Brier i mistrzostwach świata
Zespoły z Nowej Fundlandii i Labradoru dwa razy znalazły się w finale rozgrywek mistrzostw kraju, raz wygrały a raz przegrały. Dwukrotnie zawodnicy z tej prowincji zdobywali brązowe medale. Tytuł mistrzów Kanady wywalczyła w 1976 drużyna Jacka McDuffa, jako reprezentacja Kanady na Mistrzostwach Świata w Duluth z bilansem 2 wygranych i 7 porażek zajął 9. miejsce. Jest to najgorszy wynik Kanadyjczyków w historii, łącznie 6-krotnie nie zdobyli medalu, jednak w pozostałych 5 przypadkach plasowali się na 4. pozycji.
W XXI wieku aż jedenastokrotnie po tytuł mistrza prowincji sięgała drużyna Barada Gushue. W 2006 nie brał on udziału w mistrzostwach Nowej Fundlandii i Labradoru ponieważ reprezentował Kanadę na Zimowych Igrzyskach Olimpijskich, gdzie zdobył złoty medal.